# Heteropogon dorothyae
Heteropogon dorothyae är en tvåvingeart som beskrevs av Martin 1962. Heteropogon dorothyae ingår i släktet Heteropogon och familjen rovflugor. Inga underarter finns listade i Catalogue of Life.